# 持株会社整理委員会
持株会社整理委員会（もちかぶがいしゃせいりいいんかい）は、第二次世界大戦後、連合軍の占領統治下に置かれた日本に於いて、経済民主化政策の一つである財閥解体の実施に当たった特殊法人。英訳名（Holding Company Liquidity Committee）を略して「HCLC」とも呼ばれた。

## 委員会組織
1946年に公布された持株会社整理委員会令（昭和21年勅令第223号）を根拠法令として設立された。学識経験者から内閣総理大臣が任命する委員（任期1年6か月）によって構成される合議制の機関であり、委員の中から委員長（任期3年）、常務委員（任期1年6か月）、監査委員を選出していた。
最高意思決定機関は委員総会で、全委員の2/3の出席をもって成立し、議決には出席委員の過半数を要した。また、委員総会の下に事務局が置かれ、日常の業務に当たった。
財閥解体の実施という職務の性質上、政府からの独立性を保つため、政府機関ではなく、持株会社整理委員会令に基づく法人という形態がとられた。活動の財源は手数料（指定持株会社及び財閥家族から引き渡された財産や、それを処分した代金から控除）収入に拠っており、独立採算であった。
その後、過度経済力集中排除法（以下「集排法」と略す）案審議の過程で、その組織形態を問題視する声が上がったため、集排法成立とともに委員会令が改正された。主な改正点は、
1. 委員会検査人（内閣総理大臣が任命し、委員会の業務・経理の監督に当たった）を廃止し、内閣総理大臣が直接監督する
2. 集排法関係業務に関する財源は、予算に基づいて国庫から支給される
3. 監査委員を廃止し、決算は会計検査院の検査を受ける

である。
なお、1946年4月4日付覚書により、
1. 連合国最高司令官は、会議議案の修正や、業務の実施を監督する権利を留保する
2. 委員会の全ての会議の日程は総司令官に事前に通告されると共に、会議には総司令官が指名した代理人が立ち会う。立会人は会議の議事録その他一切の記録を自由に閲覧できる
3. 総司令官が委員として指名した者に対しては、内閣総理大臣は任命を拒むことが出来ない

とされていた。

## 業務
主たる業務は以下の通りであり、持株会社整理委員会令（昭和21年4月20日勅令235号）及び会社の証券保有制限等に関する件（昭和21年1月25日勅令567号）に基づいていた。
- 持株会社及び財閥家族の指定に関しての内閣総理大臣への意見上申（形式上、持株会社・財閥家族の指定は内閣総理大臣の権限とされた）
- 指定持株会社・財閥家族から引き渡された有価証券などの財産の管理・処分
- 指定持株会社の解散に至るまでの業務執行の指導・監督
- 指定持株会社解散後の清算の指導・監督
- 財閥家族の会社役員就任・留任に対する承認
- 財閥系企業間の役員の兼任の監視・制限

また、過度経済力集中排除法（昭和22年12月18日法律207号）の施行後は、同法に基づいて特定の企業を過度経済力集中状態と認定し、同状態を解消するための諸措置（旧会社の解散と第二会社（旧会社の業務を承継する新設会社）の設立、工場その他の施設の処分など）の実施監督も行っていた。

## 略年表
- 1945年11月4日 日本政府、GHQに提出した財閥解体計画案で整理委員会に言及
- 1946年4月4日 GHQ、整理委員会案を承認
- 1946年4月20日 持株会社整理委員会令公布・施行
- 1946年5月3日 日本政府、持株会社整理委員会設立委員（9名）を任命
- 1946年5月7日 設立総会開催 定款を可決し政府に認可申請
- 1946年8月8日 委員(6名)任命、委員長に笹山忠夫就任、定款認可、持株会社整理委員会令施行規則公布 － 実質的活動開始
- 1946年8月22日 委員会の設立登記
- 1946年9月6日 第1次持株会社指定（5社）
- 1946年12月7日 第2次持株会社指定（40社）
- 1946年12月28日 第3次持株会社指定（20社）
- 1947年3月15日 第4次持株会社指定（2社）
- 1947年3月22日 財閥家族指定（10財閥56名）
- 1947年4月14日 独占禁止法公布
- 1947年9月26日 第5次持株会社指定（16社）
- 1947年12月18日 過度経済力集中排除法の公布
- 1948年1月7日 財閥同族支配力排除法の公布
- 1949年5月29日 過度経済力集中排除法第二十六条の規定による持株会社整理委員会の職権等の公正取引委員会への移管に関する法律(昭和24年法律第78号）制定
- 1949年11月16日 委員長に野田岩次郎（元日綿実業（現・双日）ニューヨーク支店長）就任
- 1950年4月1日 過度経済力集中排除法第26条の規定による職権を公正取引委員会への移管
- 1951年7月11日 GHQ覚書が廃止され、持株会社整理委員会令の廃止に関する政令（昭和26年政令第261号）第2条第1項の規定により解散
- 1951年12月21日 財閥同族支配力排除法を廃止する法律の公布
- 1954年5月22日 大蔵省関係法令の整理に関する法律による持株会社整理委員会令の消滅[2]
- 1955年7月25日 過度経済力集中排除法を廃止する法律の公布

## 参考資料
- 「日本財閥とその解体」　持株会社整理委員会 1951年 （1973年 原書房より「明治百年史叢書」の一つとして復刻）
- 野田岩次郎「財閥解体私記－私の履歴書」 日本経済新聞社 1983年